# Kleine Drau
Die Kleine Drau ist ein künstlicher Vorfluter der Drau im Rosental beim Ferlacher Stausee.
Die Kleine Drau wurde im Zuge des Baues des Kraftwerkes Ferlach-Maria Rain angelegt. Um in der Schattseite des Rosentales den Flächenverbrauch durch den Stausee zu verringern, wurde an der rechten Flussseite ein Deich angelegt. Die Funktion der kleinen Drau ist, Gewässer und aufsteigendes Grundwasser entlang dem Deichfuß zu sammeln und abzuführen. Die Mündung der kleinen Drau liegt daher unmittelbar unterhalb des Kraftwerkes, im Ferlacher Ortsteil Reßnig unweit der Mündung des Loiblbaches.